# Ludvig af Ugglas
Ej att förväxla med Ludvig af Ugglas som förvärvade godset Säby 1979
Carl Ludvig Fredrik af Ugglas, född 11 augusti 1814 i Forsmark, Stockholms län, död 23 mars 1880 i Stockholm, var en svensk greve, militär, godsägare, kabinettskammarherre och riksdagsman.

## Biografi
Han var son till statsrådet Pehr Gustaf af Ugglas och samt Sophie Thérèse von Stedingk samt äldre bror till Theresine Cederström och Gustaf af Ugglas. Han blev 1832 kornett vid Livregementets dragonkår, utnämndes till överstelöjtnant och förste major i kåren 1853 och till överste och sekundchef 1856. 1850 blev han tjänstgörande kabinettskammarherre hos Oscar I. När hans regemente 1863 fått kabinettskammarherre och fullmäktig i Jernkontoret som överstelöjtnant samt en förste hovmarskalk och förste hovstallmästare som major tog af Ugglas avsked som sekundchef och från hovtjänsten i protest mot att hovmeriter vägde tyngre än militära meriter vid befordran inom regementet. Ugglas studerade ett par vintrar vid nationalekonomi och statsrätt vid Uppsala universitet och utgav broschyren Om samhället med afseende på folkets moraliska och politiska utveckling. Vid 1840 års riksdag tjänstgjorde han som ordförande i expeditionsutskottet och var under åtta därpå följande riksdagar ledamot av bevillningsutskottet. Man sökte från olika håll värva af Ugglas, men han anslöt sig aldrig till något parti. Huvudsakligen var han snarast konservativ i sin politiska hållning men stödde förslaget på en representationsreform. Då representationsfrågan diskuterades, uttalade han sig för en omarbetning av förslaget och ett uppskov med avgörandet men röstade i voteringen ja efter att ha framlagt sina skäl härför i ett anförande. 1850 utgav han Critisk behandling af det hvilande representationsförslagets hufvudgrunder. Efter representationsreformen var han från 1867 till sin död ledamot av första kammaren och statsutskottet. Han var vice ordförande i Stockholms läns landsting 1867–1870 och 1873–1877. I övrigt ägnade sig af Ugglas åt skötseln av sina egendomar Forsmark, Harnäs och Johannisfors med tillsammans tusen anställda. Han förde där en grandseigneurs liv. Vid flyttningarna mellan Forsmark och Stockholm medförde han 40-50 hästar och en betydande tjänarstab. Då han vid ett tillfälle som sekundchef fann att regementsövningarna skulle förkortas till förfång för utbildningen, höll han under några dagar regementet samlat på egen bekostnad. Ugglas blev ledamot av Krigsvetenskapsakademien 1860 och av Lantbruksakademien 1861.
af Ugglas var riksdagsman för ridderskapet och adeln vid ståndsriksdagarna 1840/41, 1844/45, 1847/48, 1850/51, 1853/54, 1856/58, 1859/60, 1862/63 och 1865/66. Han var också ledamot av första kammaren 1867–1880, invald i Stockholms läns valkrets.
af Ugglas gifte sig med Charlotta Antoinetta von Düben, dotter till godsägaren och friherren Joakim Ulrik von Düben och Antoinetta Sture.

Ludvig af Ugglas maka Charlotta Antoinetta

## Utmärkelser
- Kommendör av första klassen av Svärdsorden, 6 juli 1862.[3]
- Riddare av Svärdsorden, 18 december 1854.[3]
- Kommendör med stora korset av Vasaorden, 14 maj 1873.[3]

### Fotnoter
1. 1 2 3 4 5 6 7 8 9 10 11  Tvåkammar-riksdagen 1867–1970, 1985, Svenskt porträttarkiv: sj9PGLAlnmUAAAAAABgetQ, läst: 17 februari 2022.[källa från Wikidata]
2. ↑  Ugglas, Ludvig af i Svenska män och kvinnor (1955)
3. 1 2 3  ”Af Ugglas nr 105 - Adelsvapen-Wiki”. www.adelsvapen.com. https://www.adelsvapen.com/genealogi/Af_Ugglas_nr_105. Läst 1 januari 2018.